# 에식스주

에식스 주의 위치

에식스주(Essex)는 영국 잉글랜드의 주로 주도는 첼름스퍼드이며 면적은 3,670km2, 인구는 1,729,200명(2014년 기준), 인구 밀도는 471명/km2이다. 북쪽으로는 서퍽주와 케임브리지셔주, 서쪽으로는 하트퍼드셔주, 남서쪽으로는 그레이터런던, 남쪽으로는 켄트주, 동쪽으로는 북해와 접한다.

## 같이 보기
- 에식스 대학교